# Colin Gibson (chef décorateur)
Pour le footballeur anglais, voir Colin Gibson (football, 1960).
Pour les articles homonymes, voir Colin Gibson et Gibson.
Colin Gibson est un chef décorateur et un directeur artistique australien né en 1948.

## Filmographie (sélection)
- 1994 : Priscilla, folle du désert (The Adventures of Priscilla, Queen of the Desert) de Stephan Elliott
- 1995 : Babe, le cochon devenu berger (Babe) de Chris Noonan
- 1998 : Babe 2, le cochon dans la ville (Babe: Pig in the City) de George Miller
- 2008 : L'Île de Nim (Nim's Island) de Jennifer Flackett (en) et Mark Levin
- 2015 : Mad Max: Fury Road de George Miller
- 2016 : La Grande Muraille (The Great Wall) de Zhang Yimou
- 2024 : Furiosa : Une saga Mad Max (Furiosa: A Mad Max Saga) de George Miller

## Distinctions

### Récompenses
- Oscars 2016 : Oscar des meilleurs décors pour Mad Max: Fury Road
- BAFTA 2016 : British Academy Film Award des meilleurs décors pour Mad Max: Fury Road

### Nominations
- BAFTA 1995 : British Academy Film Award des meilleurs décors pour Priscilla, folle du désert